# Старые Тукмаклы
Старые Тукмаклы (баш. Иҫке Туҡмаҡлы) — село в Кушнаренковском районе Республики Башкортостан Российской Федерации. Административный центр Старотукмаклинского сельсовета.

## География

### Географическое положение
Расстояние до:
- районного центра (Кушнаренково): 22 км,
- ближайшей ж/д станции (Уфа): 63 км,
- деревни (Угузево): 5 км,
- деревни (Новое Гумерово): 5 км.

## История
По материалам Первой ревизии, в 1722 году в деревне были учтены 32 души мужского пола служилых мещеряков.

## Население
| 2002 | 2009 | 2010 |
| ---- | ---- | ---- |
| 734  | ↗909 | ↘728 |

Национальный состав
Согласно переписи 2002 года, преобладающие национальности — башкиры (50 %), татары (49 %) .

## Религия
В селе есть мечеть.